# Tkalski prehod, Maribor
Tkalski prehod je bil stara ulica v mestnem središču. Leta 1822 so jo preimenovali v Kirschner Gassl (Češnjeva uličica). Leta 1845 jo preimenujejo v Weber Gasse (Tkalska ulica). Leta 1919 so ime poslovenili v Tkalska ulica. Leta 1938 so ime popravili v Tkalski prehod. Po nemški okupaciji leta 1941 jo ponovno poimenujejo v Weber Gasse. Maja 1945 ji vrnejo slovensko ime Tkalski prehod. Ulica je dobila ime po obrti tekstilne industrije - tkalstvu. Je za predenjem glavna faza v nastajanju tekstilnih ploskovnih izdelkov; poteka s križanjem, prepletanjem sprednjih osnovnih niti in votka na statvah. Različni načini križanja dajo različne vezave (platno, keper, žakar). Princip povezovanja niti se v tisočletjih ni spremenil. Glede na surovino (lanena, konopljeva, volnena, svilena, bombažna, sintetična preja) seje izoblikovala več vrst tkanja. Naprej se je razvilo kot domača obrt na podeželju, kjer so iz domačih surovin tkali blago za lastne potrebe in prodajo, nato so se razvile v mestih in trgih razne tkalske obrti. V 2. polovici 19. stoletja je tudi tkalstvo na Slovenskem prešlo v industrijsko fazo. V tej ulici je vse do leta 1875 stala tkalska hišica, ki je bila leta 1800 v lasti tkalca Andreja Hönnbergerja iz Pfalza.